# Clasificare stelară
Soarele este steaua centrală a Sistemului Solar. Deși pentru oameni pare a fi cea mai mare stea care urcă și coboară de pe bolta cerească, nu este și cea mai mare stea din Univers, ci o stea mijlocie. Ce se vede pe cer este diametrul aparent, unul dintre multele criterii pentru clasificarea stelelor.

## După Scara Secchi

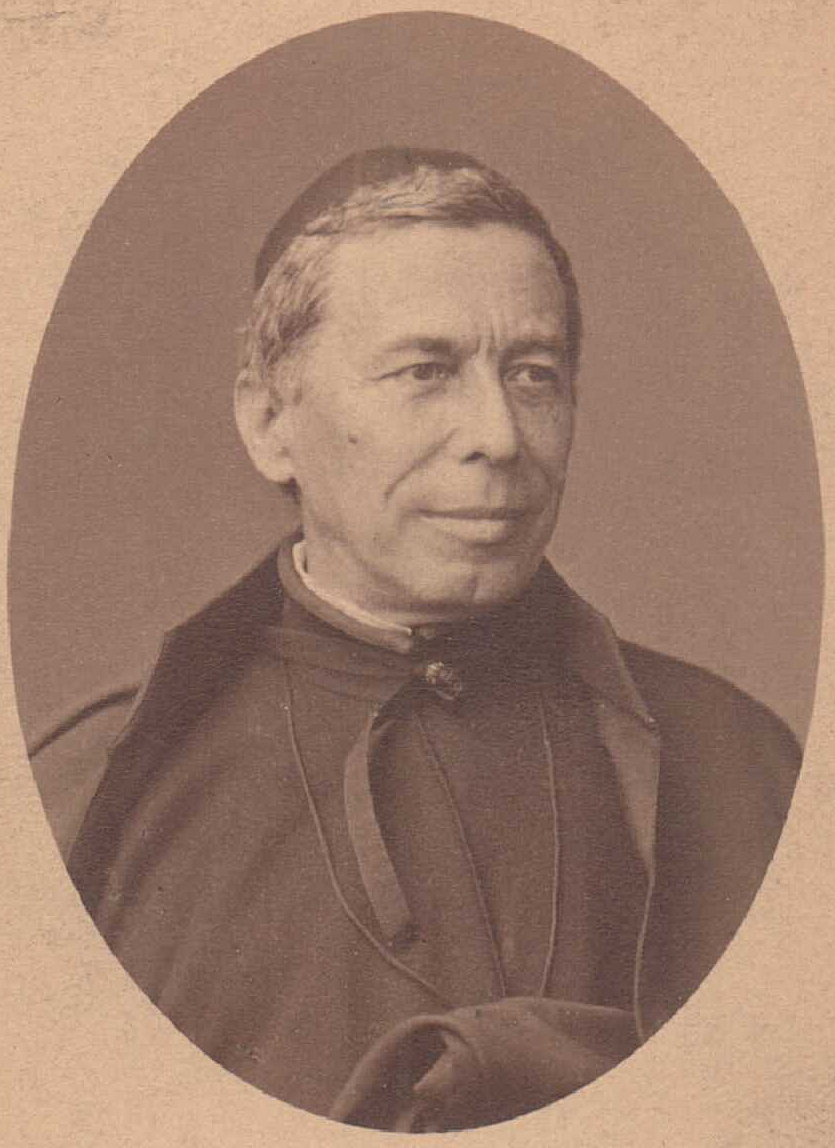
Abatele Angelo Secchi.

Între 1870 și 1880, unul dintre pionierii spectroscopiei stelare, Abatele Angelo Secchi a creat Scara Secchi spre a ordona spectrul observat. A dezvoltat inițial 4 clase de stele:
- Clasa I: stele albe și albastre cu largi linii de hidrogen greu (clasa modernă A)
- Clasa a II-a : stele galbene – linii de emisie în hidrogen mai scăzute dar linii metalice stridente (clasele moderne G și K)
- Clasa a III-a : stele portocalii spre roșu cu benzi spectrale complexe (clasa modernă M)
- Clasa a IV-a : stele roșii cu importante linii de emisie în Carbon.

In 1878 a adăugat o a cincea clasă:
- Clasa a V-a: linii de emisie (ex: Be, Bf, etc.)

Spre sfârșitul anilor 1890, această clasificare a fost înlocuită cu clasificarea Harvard.
Soarele face parte din clasa a II-a.

## După Clasificarea spectrală Harvard
Clasificarea spectrală Harvard, într-o singură dimensiune (temperatura) se bazează pe liniile de hidrogen sau Seria Balmer emise de stea, a fost dezvoltată în Observatorul Universității Harvard în 1912 de Annie Jump Cannon și Eduard C. Pickering.
Clasele obișnuite sunt listate, în mod normal, de la cea mai caldă la cea mai rece (cu masă, rază și luminozitate comparată față de cea a Soarelui) sunt date în următorul tabel.
Valorile pentru masă, rază și luminozitate sunt apropiate doar pentru stelele din secvența principală și sunt mai depărtate de adevăr pentru gigante.
Clasificarea poate fi reținută ușor după următoarea frază din engleză „Oh Be A Fine Girl/Guy, Kiss Me”. Diagrama Hertzsprung-Russell redă clasificarea stelelor în funcție de magnitudine absolută, luminozitate și temperatura suprafeței.
Motivul pentru aranjamentul ciudat al literelor este un motiv istoric. Când oamenii au început să observe pentru prima dată spectrul stelar au descoperit că stele aveau linii spectrale de hidrogen de intensități diferite și astfel au catalogat stelele după puterea liniilor de hidrogen sau Seria Balmer de la A (cele mai puternice) până la Q (cele mai slabe). Alte linii neutre și ionizate apar sub forma literelor H sau K (Calciu, Sodiu) ori D etc.

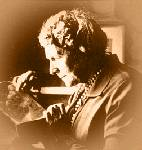
Annie Jump Cannon

Mai târziu s-a descoperit că unele clase se repetau și astfel acele grupe au fost scoase din clasificare.
Mult timp mai târziu s-a descoperit că puterea liniilor de hidrogen era proporțională cu temperatura la suprafața stelei. Acest studiu a fost făcut de către fetele de la Observatorul Astronomic Harvard și anume de Annie Jump Cannon, Henrietta Swan Leavitt și Antonia Maury, studii efectuate pe baza muncii lui Williamina Fleming. În anii ’20, fizicianul indian Megh Nad Saha a dezvoltat teoria ionizării prin extinderea unor idei bine cunoscute în chimia fizică aparținând disociației moleculelor spre ionizarea atomilor. Astronomul de la Harvard, Cecilia Payne-Gaposchkin a demonstrat că secvența spectrală OBAFGKM depinde de temeratură.
Clasele spectrale sunt divizate de cifrele arabe. De exemplu A0 arată stelele cele mai calde din clasa A, iar A9 arată cele mai reci stele din aceeași clasă.
Soarele este clasificat ca fiind din clasa G2.
Stelele din clasa G sunt probabil stelele cele mai bine cunoscute deoarece Soarele, steaua cea mai apropriată de noi, face parte din aceasta clasă.

Cele mai notabile linii de emisie sunt H și K linii ale Ca II, cele mai proeminente întâlnite la grupa G2.
Au linii de emisie în hidrogen mai slabe decât la stelele din grupa F, dar alături de metale ionizate au și metale neutre.

## După Clasificarea spectrală Yerkes

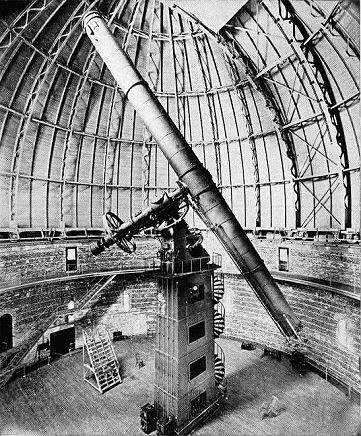
Luneta de la Observatorul din Yerkes.

Clasificarea spectrală Yerkes sau MKK, acronim care provine de la numele autorilor săi, este un sistem de clasificare a spectrului stelar introdus în 1943 de William Wilson Morgan, Phillip C. Keenan și Edith Kellman toți de la Observatorul din Yerkes.
Clasificarea se bazează pe liniile spectrale proporționale cu gravitatea care se găsește la suprafața stelei și se bazează pe luminozitate, total diferit de clasificarea Harvard care se bazează pe temperatura la suprafață.
Mai târziu, în 1953, după câteva revizuiri la lista standard de stele și la criteriile de clasificare această clasificare a fost redenumită MK (de la inițialele lui William Wilson Morgan și ale lui Phillip C. Keenan)
Cum raza unei stele gigant este mult mai mare decât cea a unei stele pitice, în timp ce masele lor greu se pot compara, gravitatea și astfel și densitatea gazului precum și presiunea asupra suprafeței unei stele gigant este mult mai mică decât la o stea pitică.
Aceste diferențe se manifestă prin forma efectului luminozității care poate afecta și lungimea și intensitatea liniilor spectrale care astfel sunt măsurate greșit. Stelele mai dense, cu suprafețe mai mari vor exercita presiune mai mare pe liniile spectrale.
- I supergigante 
  - Ia-0 (hipergiagnte sau supergigante extrem de luminoase, adaugate ulterior) Exemplu: Eta Carinae
  - Ia (supergigante luminoase), Exemplu: Deneb (A2Ia)
  - Iab (supergigante luminoase intermediare)
  - Ib (supergigante mai puțin luminoase), Exemplu: Betelgeuse (M2Ib)
- II gigante luminoase 
  - IIa, Exemplu: β Scuti (HD 173764) (G4 IIa)
  - IIab Exemplu: HR 8752 (G0Iab:)
  - IIb, Exemplu: HR 6902 (G9 IIb)

- III gigante normale
  - IIIa, Exemplu: ρ Persei (M4 IIIa)
  - IIIab Exemplu: δ Reticuli (M2 IIIab)
  - IIIb, Exemplu: Pollux (K2 IIIb)
- IV subgigante 
  - IVa, Exemplu: ε Reticuli (K1-2 IVa-III)
- IVb, Exemplu: HR 672 A (G0.5 IVb)
- V stelele din secvența principală (pitice)
  - Va, Exemplu: AD Leonis (M4Vae)
  - Vb, Exemplu: 85 Pegasi A (G5 Vb)
- VI subpitice (utilizate rar)
- VII pitice albe (utilizate rar)

## Tabel Clasificarea spectrală Harvard
| Clasă              | Temperatură     | Culoare convențională | Culoare aparentă      | Masă   | Rază   | Luminozitate | Linii de Hidrogen | % din Secvența Principală |
| ------------------ | --------------- | --------------------- | --------------------- | ------ | ------ | ------------ | ----------------- | ------------------------- |
| O                  | 30,000–60,000 K | albastru              | albastru              | 60 M☉  | 15 R☉  | 1,400,000 L☉ | slabe             | ~0.00003%                 |
| B                  | 10,000–30,000 K | alb-albastre          | alb-albastre spre alb | 18 M☉  | 7 R☉   | 20,000 L☉    | medii             | 0.13%                     |
| A                  | 7,500–10,000 K  | alb                   | alb                   | 3.1 M☉ | 2.1 R☉ | 80 L☉        | puternice         | 0.6%                      |
| F                  | 6,000–7,500 K   | alb-gălbui            | alb                   | 1.7 M☉ | 1.3 R☉ | 6 L☉         | medii             | 3%                        |
| G (Grupa Soarelui) | 5,000–6,000 K   | galben                | galben                | 1.1 M☉ | 1.1 R☉ | 1.2 L☉       | slabe             | 7.6%                      |
| K                  | 3,500–5,000 K   | portocaliu            | galben-portocaliu     | 0.8 M☉ | 0.9 R☉ | 0.4 L☉       | foarte slabe      | 12.1%                     |
| M                  | 2,000–3,500 K   | roșu                  | roșu-portocaliu       | 0.3 M☉ | 0.4 R☉ | 0.04 L☉      | foarte slabe      | 76.45%                    |

## Clasificarea după spectrul stelar
În astronomie, clasificarea stelară este o clasificare a stelelor bazată inițial pe temperatura fotosferică și de caracteristicile spectrale ale acesteia. Temperatura stelară poate fi clasificată folosind Legea lui Wien; dar aceasta nu este valabilă la stelele distante. Spectroscopia stelelor ne dă posibilitatea de a clasifica stelele după linia de absorbție a stelelor, aceasta fiind posibil de observat doar la o anumită temperatură a straturilor de pe atmosfera stelară, pentru că doar această temperatură oferă informații despre energia atomică de pe suprafața stelei. O primă schemă, din secolul 19 clasifică stelele de la A la P, și care este originea spectrului folosit azi.

### Clasificarea stelelor după schema Morgan-Keenan
Această clasificare este cel mai des întâlnită. Clasificările importante încep de la cele mai calde la cele mai reci 
| Clasa | Temperatura       | Culoarea Stelei        |
| ----- | ----------------- | ---------------------- |
| O     | 30,000 - 60,000 K | Albastră               |
| B     | 10,000 - 30,000 K | Alb- Albăstrui         |
| A     | 7,500 - 10,000 K  | Alb                    |
| F     | 6,000 - 7,500 K   | Alb-Gălbui             |
| G     | 5,000 - 6,000 K   | Galben (ca și Soarele) |
| K     | 3,500 - 5,000 K   | Portocaliu             |
| M     | 2,000 - 3,500 K   | Roșu                   |

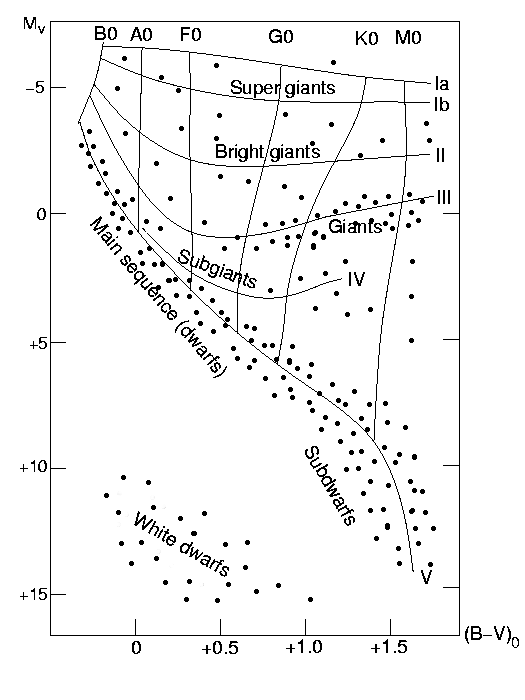
Diagrama Hertzsprung-Russell

Această schemă a fost făcută de Annie J. Cannon în 1900 și de Harvard College Observatory. Diagrama Hertzsprung-Russell arată clasificarea stelelor după magnitudine absolută, luminozitate, și temperatura de la suprafață. 
Literele din spectru au o ordine anume. Astronomii au observat că stelele sunt foarte diferite funcție de cantitatea de hidrogen de la suprafață în ordine de la ce a mai puternică A până la cea mai slabă Q. Alte linii cum ar fi cele ionizate sau neutre au fost înlăturate din spectru pentru că s-au dovedit a fi duplicate. Doar, foarte târziu s-a descoperit că intensitatea liniei de hidrogen este de fapt legată de temperatura de la suprafața stelei. Această lucrare a fost făcută de studenții de la Harvard College Observatory, Cannon și Antonia Maury, având la bază calculele Williamina Fleming. aceste clasificări sunt subdiviziuni notate cu numere arabe de la 0 la 9. A0 este cea mai fierbinte stea din clasa A, iar A9 este cea mai rece. Soarele este în clasa G2.

## Tipuri de stele în spectru
Stelele din clasa O sunt foarte fierbinți și foarte strălucitoare, având culoarea albastru intens.Naos (în Puppis) străluceste de un milion de ori mai tare decât Soarele. Aceste stele au linii predominant neutre și ionizate de heliu și linii foarte slabe de hidrogen. Aceste stele emit radiații sub formă de ultraviolete.
Stelele din clasa B sunt și ele foarte luminoase, Rigel (în Orion) este o stea de tip B, supergigantă albastră. Spectrul acestora au linii de heliu si de hidrogen în cantități moderate. Stelele de tip O si B sunt foarte puternice, cu o viață scurtă.
Stelele din clasa A sunt stelele comune vizibile cu ochiul liber. Deneb în Cygnus este o altă stea cu o putere formidabilă, pe când Sirius este tot o stea de clasă A , dar nu atât de puternică. Toate stelele din clasa A sunt albe. Multe pitice albe sunt clasificate in această categorie. Au linii puternice de hidrogen și metale ionizate.
Stelele din clasa F sunt tot puternice dar spre sfârșitul vieții, ca și Fomalhaut în Piscis Austrinus. Spectrul lor este caracterizat prin linii slabe de hidrogen și metale ionizate, culoarea este albă cu tentă de galben.
Stelele din clasa G sunt probabil cele mai cunoscute tipuri, chiar și Soarele face parte din această clasă. Au linii slabe de hidrogen și metale ionizate și au și linii de metale neutre. Supergigantele se află de obicei între O și B(albastre),și, K și M (roșii).În general aceste stele nu stau în clasa G din cauza proportiilor uriașe pe care le au și sunt foarte instabile.
Stelele din clasa K sunt stele cu tentă de portocaliu fiind mai reci decât Soarele. Unele stele K sunt stele gigante sau supergigante ca și Arcturus, pe cand altele ca Alpha Centauri B sunt spre sfârșitul vieții. La aceste stele predomină liniile de metale neutre și foarte slab hidrogenul.
Clasa M este cea mai comuna clasă daca luăm cifra stelelor care sunt în această clasă. Toate piticele roșii se află în această categorie, și mai mult de 90% din stele sunt pitice roșii, ca și Proxima Centauri. M este de asemenea clasa unor supergigante ca Antares și Betelgeuse, la fel și Mira, stea variabilă. Spectrul acestor stele arată linii de metale neutre și în general hidrogenul este absent. Oxidul de titan poate fii prezent în aceste stele. Culoarea lor este roșie dar totuși relativ neadevărată. Depinde de dimensiunile stelei. Dacă un obiect la fel de fierbinte, de exemplu un bec cu halogen (3000 K)care este un obiect fierbinte cu lumină albă, dacă e pus la câțiva kilometri distanță apare ca un punct roșu.

### Tipuri de stele rare în spectru
Există stele rare care nu se încadrează în nici unul din spectrele de mai sus, iar pentru asta a fost necesară o numire adițională a stelelor după ordinea descoperirii.
- W: Până la 70,000 K - stele Wolf–Rayet.
- L: 1,500 - 2,000 K - Stele cu o masă insuficientă de hidrogen ca să poată crea fuziune 5 (piticele brune). Clasa L conține și litiu care este rapid distrus în stelele mai fierbinți.
- T: 1,000 K - Mai reci; Pitice brune cu metan în spectru.
- C: Stea de carbon.

- R: Reprezintă stelele de carbon din clasa...; ex: S Camelopardalis⁠(en)[traduceți], din constelația Girafa.
- N: Stele de carbon similare celor din clasa M; ex: R Leporis⁠(en)[traduceți], din constelația Iepurele.

- S: Stele similare clasei M, dar oxidul de titan este înlocuit cu oxidul de zirconiu.
- D: Piticele albe, ex:. Sirius B.

Stelele din clasa W sunt stele superluminoase Wolf- Rayet, fiind totuși diferite deoarece conțin mai mult heliu decât hidrogen. Sunt stele supergigante pe cale de a se stinge. Clasa W este la rândul ei subdivizată în clasa WN și WC în funcție de cantitatea de carbon sau azot din atmosfera stelară.
Stelele din clasa L au denumirea după litiul prezent în miezul stelei. Orice cantitate de litiu ar fi distrusă în fuziune nucleară la stelele obișnuite, dar aceste stele nu arată nici un proces de fuziune. Sunt stele de culoare roșu închis și strălucire în infraroșii. Gazul lor este atât de rece încât permit metalelor alcaline să apară în spectru.
Stelele din clasa T sunt stele foarte tinere și cu o densitate mică, de obicei localizate în norii interstelari de unde s-au și născut. Aceste stele sunt prea mici pentru a se numi stele, de aceea poartă denumirea de sub-stele asemănătoare piticelor brune. Au culoare neagră, emit lumină foarte puțină sau deloc, dar sunt puternice în infraroșu. Temperatura de la suprafață este foarte scăzuta iar în spectru apare metanul.
Stelele din clasa R și N sunt stele de carbon (gigante roșii ajunse la sfârșitul vieții) care se pot clasifica în clasa G până la M.
Stelele din clasa S sunt stelele aflate între clasa M și stele de carbon. Aceste stele conțin oxigen și carbon în cantități egale și toate sunt blocate în molecule de CO.
Clasele P și Q sunt folosite la obiectele nonstelare. Tipul P sunt nebuloasele iar tipul Q sunt novele.